# GegenStandpunkt
GegenStandpunkt. Politische Vierteljahreszeitschrift ist eine marxistische Theoriezeitschrift aus dem gleichnamigen Verlag mit Sitz in München, die seit 1992 regelmäßig erscheint. In der Nachfolge verschiedener Publikationen der Marxistischen Gruppe (MG), besonders der Marxistischen Streit- und Zeitschrift (MSZ), führt sie inhaltlich deren Linie fort. Die Zeitschrift wurde bis zum Jahr 2018 vom Bundesamt für Verfassungsschutz beobachtet und in den Bereich des Linksextremismus eingeordnet.

## Übersicht
Der GegenStandpunkt erscheint vierteljährlich mit einem Umfang von 100–200 Seiten. Die Zeitschrift gliedert sich in eine Rubrik mit kürzeren, teilweise polemischen Kommentaren zu Ereignissen des abgelaufenen Quartals (Chronik – Kein Kommentar!) und den Hauptteil mit ausführlichen Analysen der Fortschritte von Geschäft und Gewalt entsprechend der GegenStandpunkt-eigenen Kapitalismuskritik. Häufig widmet sich das Heft in aktualisierten Fassungen Grundsatzfragen von bürgerlichem Staat und kapitalistischer Ökonomie (z. B.: Der Staatshaushalt, Die Währung und ihr Wert, Der Islam, Das Volk). Die Jahrgänge bis 2020 sind auch über die Website als E-Book frei abrufbar.
Karl Held war verantwortlicher Redakteur seit der Gründung 1992 bis zu seinem Tod 2010, sein Nachfolger in dieser Funktion ist Peter Decker. Mitarbeiter sind der Industriesoziologe Theo Wentzke sowie die ehemaligen Bremer Hochschullehrer Margaret Wirth und Freerk Huisken.
In einigen Städten wurden auch Radiobeiträge veröffentlicht (Frankfurt am Main – Radio X; München – Radio Lora; Marburg – Radio Unerhört Marburg; Wien – Orange 94.0).

## Verlag
Zum Verlagsprogramm gehört neben der Zeitschrift eine Buchreihe zu Themen wie Arbeit und Reichtum, Das Finanzkapital, Das Proletariat, Der bürgerliche Staat, Imperialismus, Der Faschismus, Die Psychologie des bürgerlichen Individuums, Das Geld sowie diverse Broschüren zur Kritik der bürgerlichen Wissenschaft.

## Veranstaltungen
Die Redaktion bietet in verschiedenen Städten die Möglichkeit, im Rahmen von Jours fixes über Grundsatz- und aktuelle Themen zu diskutieren. Mitschnitte ausgewählter Veranstaltungen stellt der Verlag selbst zum Download bereit, ein größeres Archiv diverser Vortrags- und Diskussionsveranstaltungen wird auf der Seite Argudiss bereitgestellt.

## Übersetzungen
Der Verlag veröffentlicht sämtliche Publikationen in deutscher Sprache und übersetzt einzelne Artikel und Publikationen in andere Sprachen und veröffentlicht diese kostenfrei. So veröffentlicht der GegenStandpunkt übersetzte Publikationen auf Englisch, Spanisch, Französisch,  Italienisch, Russisch, und Niederländisch.

## Einstufung durch den Verfassungsschutz
Die vom Bremer Verfassungsschutz 2007 als „konspirativ tätige, sektenartige Organisation“ bezeichnete Gruppierung hatte nach Angaben des Bundesverfassungsschutzes bundesweit 2018 etwa 3000 Mitglieder (2014 etwa 4000, 2012 etwa 5000, 2011 etwa 7000, 2007 etwa 10.000), unter ihnen viele ehemalige Mitglieder der Marxistischen Gruppe. Das „Fernziel der Gruppe“ ist laut Verfassungsschutzbericht des Bundes 2012 „die revolutionäre Überwindung der bestehenden, pauschal als ‚Kapitalismus‘ verunglimpften verfassungsmäßigen Ordnung, allerdings ist dies nach eigener Einschätzung gegenwärtig nicht zu verwirklichen“.

„Die sektenartig organisierte Gruppe ‚GegenStandpunkt‘ (GSP) vertritt eine modifizierte Marxismus-Konzeption. Sie lehnt die parlamentarische Demokratie als ‚perfekte Form bürgerlicher Herrschaft‘ ab. Ihr Ziel ist die Errichtung einer sozialistischen beziehungsweise kommunistischen Gesellschaft durch die revolutionäre Überwindung der gegenwärtigen Staats- und Gesellschaftsordnung. Aufgrund ihres elitären Marxismus-Verständnisses ist die Gruppierung in der linksextremistischen Szene weitgehend isoliert.“